# Cita con la vida
Cita con la vida va ser un programa de televisió espanyol, que es va emetre per Antena 3 entre 1993 i 1996, presentat per la periodista Nieves Herrero.

## Format
El programa va debutar pretenent ser un espai de reportatges humans pròxims a la realitat, amb reportatges i entrevistes al plató.
S'alternaven les entrevistes a personatges famosos i populars amb trobades amb persones anònimes que exposaven davant les cambres les seves, a vegades, molt penoses circumstàncies personals.
Entre el 7 i el 25 de març de 1993 el programa va comptar amb una versió diària, de dilluns a dijous, de 20'30 a 21 hores, que va ser retirat per la seva escassa audiència.
El programa es va acomiadar al juliol de 1996, amb entrevistes a Carmen Maura, Jesús Vázquez (en aquells dies implicat en el denominat Cas Arny) i Natalia Estrada.

## Polèmiques
- Només un mes després de la seva estrena, un jutge va suspendre cautelarment un dels reportatges que s'anaven a emetre en el programa, per abordar l'apunyalament d'una menor. L'argument va ser que tal reportatge podria incórrer en violació del dret a la intimitat i a l'honor del menor.[4]

- Al novembre d'aquest mateix any, el programa abordava el cas del segrest de Maria Angels Feliu, coneguda com la farmacèutica d'Olot. La seva família va qualificar l'espai com a lamentable i fastigós i un portaveu de l'Audiència Nacional, va assenyalar que Constitueix una clara falta de deontologia professional dels advocats d'unes persones inculpades en un procés declarat secret per un jutge que participin en un debat televisiu.[5] Els lletrats que van participar en el programa van ser expedientats pel Col·legi d'Advocats de Barcelona.[6]

- Al març de 1994, la presentadora va ser agredida quan es va interposar per a evitar que el fill d'un dels convidats colpegés al cobrador del frac.[7]

L'acumulació d'escàndols i el to general del proograma van donar lloc a dures crítiques entre els mitjans de comunicació. A més, al setembre de 1994, el periòdic El País, va realitzar una enquesta entre personalitats del món de les lletres, l'escena i la cançó sobre el pitjor de la TV, i van votar per Cita con la vida, com el programa de pitjor gust de la televisió personatges tan dispars com Emma Cohen, Corín Tellado, Álvaro Urquijo i Ana Diosdado.